# Robert Langdon
Professor Robert Langdon ist ein von Dan Brown geschaffener, fiktiver Professor an der Harvard University. Dort unterrichtet er religiöse Ikonologie und Symbolologie (ein fiktives Forschungsfeld mit Bezug auf das Studium historischer Symbole). Robert Langdon ist Protagonist in fünf von Dan Browns Romanen: Illuminati, Sakrileg, Das verlorene Symbol, Inferno sowie Origin.
In den Verfilmungen der Thriller Sakrileg (verfilmt unter dem Namen: The Da Vinci Code), Illuminati und Inferno wird er von Tom Hanks gespielt. In der Serie The Lost Symbol übernimmt Ashley Zukerman die Rolle. Im Videospiel The Da Vinci Code wird er von Robert Clotworthy gesprochen.

## Entstehung der Figur
Die Figur „Robert Langdon“ wurde von Dan Brown als fiktives Alter Ego oder als „der Mann, der er wünscht sein zu können“ („the man he wishes he could be“) erschaffen.
Genau wie Dan Brown wurde Robert Langdon am 22. Juni 1964 in  Exeter, New Hampshire, geboren. Außerdem soll Langdon genau wie Brown die Phillips Exeter Academy besucht haben. Robert Langdon ist nach dem amerikanischen Grafikdesigner, Ambigrammkünstler, Maler und Schriftsteller John Langdon  benannt worden und ist genau wie dieser von Ambigrammen fasziniert: Schon auf der Titelseite der ersten Ausgabe von Browns Roman „Illuminati“ finden sich Ambigramme und auch während des Buches tauchen immer wieder Ambigramme auf, welche von Langdon interpretiert werden. John Langdon schuf auch das Logo für die fiktive Depotbank von Zürich, die in der Verfilmung „The Da Vinci Code“ vorkam.

## Beschreibung

### Physisch
Robert Langdon ist in dem 2013 erschienenen Thriller „Inferno“ 49 Jahre alt (geboren: 1964), circa 1,80 m groß und hat eine beeindruckende Bass-Stimme. Im College war er Leistungsschwimmer und ist somit ziemlich gut trainiert.

### Persönlichkeit
Langdon verfügt über erstaunliches enzyklopädisches und akademisches Wissen in den Bereichen Mystik, okkulte Gesellschaften und Kunstgeschichte. Symbole und Ambigramme gehören ebenso zu seinem Fachgebiet wie die Göttliche Komödie von Dante Alighieri. In den Büchern wird auch sein eidetisches Gedächtnis angesprochen. Er trägt immer eine Uhr mit einem Bild von Mickey Mouse. Diese erinnert ihn daran, häufiger zu lachen und das Universitätsleben nicht so ernst zu nehmen. Sie hilft ihm auch immer in Situationen, in denen ihm seine starke Klaustrophobie Probleme bereitet, die entstand, als er einen Tag in einem Brunnen festsaß, in den er gefallen war.

## Bibliographie
In den Büchern um Robert Langdon soll er sechs Bücher verfasst haben, die sich um sein Fachgebiet, die Symbolik, drehen:
- Die Symbolik der geheimen Sekten
- Die Kunst der Illuminaten: Teil 1
- Die verlorene Sprache der Ideogramme
- Religiöse Ikonologie
- Symbole der verlorenen heiligen Weiblichkeit
- Christliche Symbole in der Muslimischen Welt[4]

## Erscheinen außerhalb der Werke von Dan Brown
- In den Filmen (The Da Vinci Code – Sakrileg, Illuminati und Inferno) von Ron Howard ist die Figur genau wie in den Büchern von Dan Brown die Hauptperson.
- Zitate von Robert Langdon für Zeitungsartikel (z. B. „googeln ist kein Synonym für  recherchieren“)
- In Reiseführern, die sich auf Dan Browns Werke beziehen (z. B.[5])
- Kommentare zu Robert Langdons Schlussfolgerungen